# Hermann Mises
Hermann Mises (ur. 13 października 1836 we Lwowie, zm. 13 maja 1910 tamże) - żydowski dziennikarz i publicysta, poseł do austriackiej Rady Państwa

## Życiorys
Członek Synagogi Postępowej we Lwowie. Początkowo pracował pod kierunkiem  swego dziadka a następnie przejął po nim kierownictwo lwowskiego generalnego przedstawicielstwa towarzystwa ubezpieczeniowego „Austriacki Feniks” 1(860-1869), brał udział w nieudanych poszukiwaniach naftowych w Galicji Wschodniej. Po bankructwie około 1872 przeniósł się do Wiednia, gdzie pracował jako dziennikarz w „Tages-Presse”. Następnie był współredaktorem „Morgenpost” (1873-1874) i redaktorem „Wiener Allgemeine Zeitung” (1883-1886), „Wiener Tagblatt” (1889-1894), „Extrapost” (1901-1903).W latach 1903–1905 redaktor naczelny „Korespondencji Zachodnio-Wschodniej”, Równolegle w latach 1903-1904 także redaktor „Die Woche. Wiener Montags-Zeitung”. Pisał również do "Gazety Narodowej". W swych artykułach publicystycznych, zwalczając dążenia nacjonalistów ukraińskich, zwracał uwagę na możliwość kompromisowego rozwiązania sporu polsko-ukraińskiego. Przeciwstawiał się również antysemityzmowi. Głównie jednak interesowały go problemy gospodarcze. Był rzecznikiem uprzemysłowienia Galicji, realizowanego przez miejscowych kapitalistów. 
Poseł do Rady Państwa V kadencji (21 stycznia 1874 – 22 maja 1879), wybrany w kurii II (miejskiej) z okręgu nr 7 (Sambor–Stryj–Drohobycz). jako reprezentant bloku wyborczego Żydów, kierowanego przez Schomer Israel. Należał do Klubu Lewicy.
Honorowy obywatel Drohobycza i Jezierzan. 

## Prace Hermanna Misesa
- Program meiller allgemeillell Ruckversicherung - Bank in Wien, Lemberg 1861
- Galicyjskie Towarzystwo zabezpieczenia na akcje, Lwów 1862
- Niektóre sprawy krajowe poruszone w "Wiener Allgemeine Zeitung" Wiedeń 1885
- Społeczny podatek na cele przemysłu. Rzecz o uprzemysłowieniu Galicji Lwów 1902)

## Rodzina
Urodził się jako syn bankiera Abrahama Osiasa (zm. 1876), od 1881 rodzina posiadała szlachectwo. W latach 1863–1889 mąż Fanny z domu Schorr. Rozwiedli się w 1889, dzieci nie mieli. Był wnukiem kupca i bankiera Majera Jerachmiela Edlera (1801-1891). Jego braćmi ciotecznymi byli: ekonomista polityczny Ludwig (1881-1973) i profesor zwyczajny matematyki stosowanej na Uniwersytecie w Berlinie od 1939 na Uniwersytecie Harvarda Richarda Martina Edlera (1883-1953), 